# Madsen (mitragliatrice)
La Madsen fu una mitragliatrice prodotta a partire dal 1896 dalla ditta danese Dansk Riffel Syndikat A/S; adottata dall'Esercito danese nel 1902 per interessamento del ministro della Guerra Vilhelm Herman Oluf Madsen (che ne era stato l'iniziale progettista e costruttore), l'arma fu la prima vera e propria mitragliatrice leggera ad essere prodotta in grandi quantità, venendo poi acquistata da 34 diverse nazioni, in 12 calibri diversi. Restò in servizio fino al 1950.
Per via della sua diffusione, l'arma vide un grande impiego bellico: acquistata dall'Esercito imperiale russo, fu impiegata nella guerra russo-giapponese e poi nella prima guerra mondiale, oltre che nella successiva guerra civile russa; Madsen acquistate dal Paraguay furono impiegate nella guerra del Chaco,la Spagna repubblicana le utilizzò nella guerra civile spagnola, mentre Danimarca e Norvegia utilizzarono l'arma durante la seconda guerra mondiale.

## Sviluppo
Progettata da Vilhelm H. O. Madsen per l'azienda danese Dansk Riffel Syndikat A/S, a partire dal 1896, l'arma partì dal concetto di base di un'arma automatica portatile ed impiegabile da un solo uomo, concezione questa del tutto innovativa all'epoca. Presentava molte soluzioni interessanti, alcune delle quali addirittura avveniristiche, come l'alimentazione a caricatori amovibili semilunari (che avrà molti emuli negli anni successivi), e il raffreddamento ad aria, e destò subito l'attenzione delle autorità militari. Però, Madsen aveva progettato la sua arma attorno ad uno schema meccanico complesso e quindi costoso, e fu solo nel 1902 che l'esercito danese si decise ad adottarla, come Rekytgevaer M1903. All'epoca però le armi più richieste erano le mitragliatrici pesanti come la Maxim, che veniva proprio allora adottata quasi in tutta Europa nelle sue varie versioni, armi grandi, raffreddate ad acqua e montate su affusti con ruote degni di piccoli pezzi d'artiglieria, in grado di erogare grandi volumi di fuoco: la Madsen riscosse perciò un certo scetticismo negli ambienti militari, che ne criticavano la scarsa autonomia di fuoco e la canna non intercambiabile, poco adatta al fuoco prolungato.

### Impiego operativo
La Madsen fece la sua prima apparizione nel 1905, durante la Guerra Russo-Giapponese, nelle mani delle truppe russe. Nel 1914, allo scoppio della Prima Guerra Mondiale, emerse però la necessità di armi automatiche leggere, portatili, il cui compito non fosse quello di battere l'intero campo di battaglia ma di fornire fuoco di supporto a unità mobili altamente specializzate, come la cavalleria, gli esploratori e la fanteria leggera. La Madsen era una delle pochissime armi disponibili in grado di fare ciò e venne quindi ordinata rapidamente da pressoché tutti gli eserciti coinvolti nel conflitto: sebbene mai adottata ufficialmente da nessuno, nel 1918 era ormai una presenza comune sui campi di battaglia. I suoi utenti infatti apprezzavano moltissimo il fatto che potesse essere trasportata e impiegata da un singolo operatore, e nelle rapide azioni di movimento, molto comuni nel 1914 e nel 1917, era esattamente ciò che ci voleva. Robusta e molto affidabile, ben costruita, l'arma danese venne adottata un po' in tutta Europa e non era raro che durante uno scontro fosse impiegata da entrambe le parti in lotta. In particolare, venne molto apprezzata dall'esercito tedesco, da quello austroungarico e da quello russo, che la impiegarono su tutti i fronti, venendo installata anche sugli aerei. Costituì perciò l'antesignana della categoria dei fucili mitragliatori, che nacquero proprio in quel periodo in risposta all'esigenza tattica di dotare la fanteria di armi automatiche portatili e impiegabili rapidamente. Alla fine del Primo Conflitto Mondiale, la Madsen era una delle armi da fuoco più richieste.
La storia della Madsen tuttavia proseguì per molto tempo dopo il 1918: nel 1922 l'arma danese fu adottata ufficialmente dalla Norvegia e nel 1924 dalla Bulgaria. Seguì il Portogallo, il Centro e Sud America, la Cina dove la Madsen armò l'esercito del Kuomintang.
Durante la Seconda Guerra Mondiale, la Madsen era ancora massicciamente presente negli arsenali di tutta Europa; considerando i vari calibri, lunghezze di canna, modifiche e accessori (bipiedi, affusti a treppiede, caricatori maggiorati ecc) offerti dalla ditta produttrice, si annoverano circa un centinaio di possibili varianti dell'arma.

## Tecnica
Sul lato sinistro si trovano (dall'alto in basso) l'alloggiamento del caricatore, la leva di sgancio del caricatore, la leva per lo smontaggio e il selettore di tiro; sul lato destro vi è la leva di armamento, la quale non è solidale all'otturatore (cioè una volta che lo arma, non vi rimane collegata quindi durante il fuoco non si muove); la leva di armamento comanda anche lo sportellino della finestra di espulsione dei bossoli, posto sul lato inferiore del castello: armando la leva, lo sportello si apre consentendo la fuoriuscita dei bossoli esplosi.

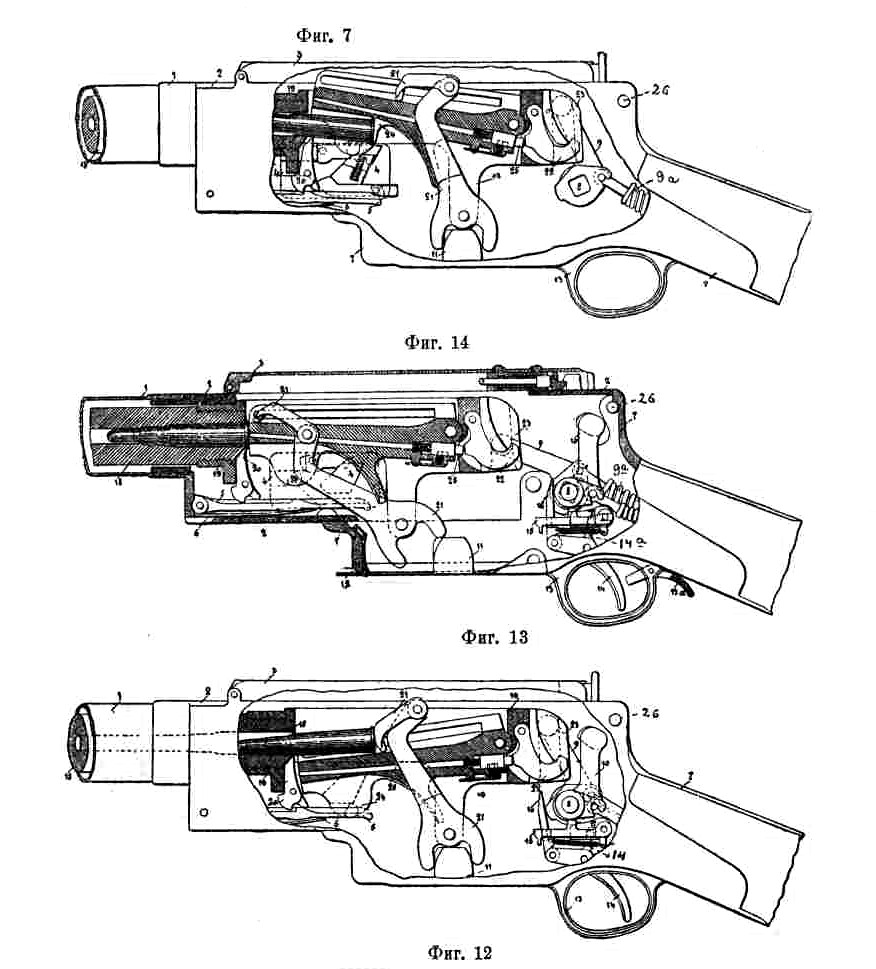
il peculiare schema di funzionamento della Madsen, ad otturatore a blocco oscillante.

L'organizzazione meccanica della Madsen è del tutto singolare, basandosi su di un otturatore oscillante: armando l'otturatore mediante la leva sul lato destro dell'arma, una leva a forma di S preleva una cartuccia dal caricatore (che è inserito sul lato sinistro del castello) e tramite una scanalatura ricavata nel corpo dell'otturatore, la spinge in camera di culatta. Immediatamente dopo, sempre sotto l'azione della leva di armamento, l'otturatore, che è incernierato posteriormente al castello, si solleva verso l'alto e chiude la camera di culatta: a quel punto, la faccia dell'otturatore ed il relativo percussore flottante sono allineati con la cartuccia e premendo il grilletto si causa lo sgancio del cane, il quale percuote il percussore causando lo sparo. Poiché canna e scatola di culatta sono uniti in un unico blocco, il tutto rincula assieme per un certo tratto, durante il quale l'otturatore oscilla ancora di più verso l'alto, scoprendo la camera di culatta; contemporaneamente, sollevandosi, l'otturatore comprime una poderosa molla a lamina fissata sopra di esso; la molla quindi spinge con forza l'otturatore verso il basso causando il ritorno in posizione di tutto il complesso canna/scatola di culatta, l'oscillazione della leva a S che inserisce una nuova cartuccia in camera, e il ciclo si ripete. Uno schema originale e complesso, in cui ogni pezzo è lavorato dal massello, con precisione; l'alta qualità dei materiali e della lavorazione della Madsen garantisce però un funzionamento impeccabile ed una robustezza a tutta prova.
L'estrattore è collocato sotto la culatta in una flangia, ed è oscillante anch'esso: una camma mossa dal rinculo dell'arma lo obbliga a ruotare all'indietro e verso il basso, in tal modo afferra l'orlo del bossolo esploso e lo spinge fuori attraverso la finestra di espulsione che si trova proprio sul lato inferiore del castello. In ciò, l'estrattore è aiutato dal fatto che in fase di estrazione l'otturatore oscilla verso il basso ed ha anche uno sperone appositamente scanalato, il che contribuisce non poco alla sicurezza di funzionamento: l'estrazione è una delle fasi delicate nel funzionamento di un'arma automatica e Madsen realizzò una soluzione originale ed efficace. 

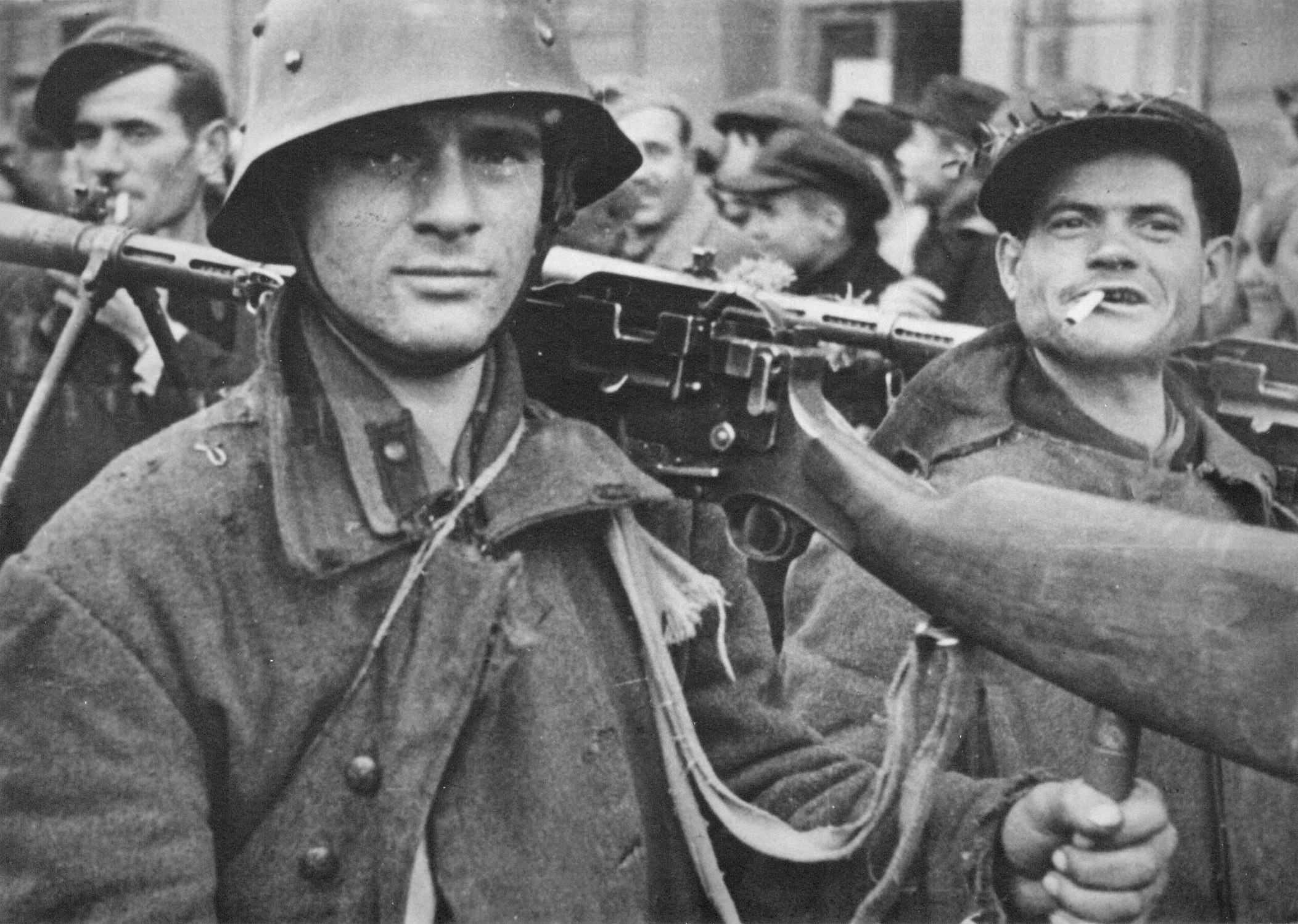
Elementi della resistenza bulgara ripresi a Skopje nel 1944 con una mitragliatrice Madsen, adottata dalla Bulgaria nel 1924.

Il calcio è in legno con profilo "all'inglese", cioè privo di appoggio sagomato per la mano; la canna, spessa e pesante, è fissa e presenta numerose alette per il raffreddamento; è inserita in un poderoso manicotto di acciaio stampato, che presenta 6 asole per la ventilazione su ambo i lati.
Il caricatore, un serbatoio semilunare di lamiera, è anch'esso peculiare in quanto non c'è molla né soletta elevatrice: le cartucce si inseriscono all'interno e sono tenute in sede da una molla elastica saldata al bocchettone. Quando il caricatore si inserisce nell'arma, il fermo a molla si sposta all'esterno e le cartucce sono libere di scendere per gravità e di essere quindi introdotte in camera di culatta dall'otturatore.

### Usi contemporanei

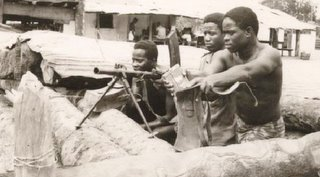
Guinea-Bissau, 1968: membri di un gruppo locale di guerriglia manovrano una mitragliatrice Madsen sottratta a una guarnigione portoghese.

Dismessa dall'esercito danese solo nel 1950, la Madsen è stata prodotta per molte nazioni e utilizzata ufficiosamente da moltissimi movimenti di guerriglia, formazioni paramilitari e clandestine, in tutto il mondo. In Africa e Sud America, l'arma danese appariva regolarmente ancora negli anni '70. Nel 2016, la polizia brasiliana aveva ancora in dotazione la Madsen in calibro 7,62 x 51 NATO. L'eccezionale longevità di quest'arma, progettata nel 1902, è testimone della validità del progetto e della qualità della sua produzione.